# Hermann-Gerhard Gruß
Hermann-Gerhard Gruß (* 13. November 1904 in Demmin; † 26. November 1971 in Münster) war ein deutscher Jurist und Gerichtspräsident am Sozialgericht Münster.

## Leben
Gruß wurde 1904 in Demmin geboren und verbrachte seine Schulzeit in Kolberg. Nach dem Abitur 1923 machte er eine Lehre zum Bankkaufmann bei der Deutschen Bank in Kolberg. Im Anschluss ging er 1925 zum Studium der Rechtswissenschaften an die Georg-August-Universität Göttingen. Dort wurde er Mitglied der Burschenschaft Holzminda. Im Sommersemester 1927 studierte er in München, kehrte dann jedoch wieder nach Göttingen zurück und absolvierte 1931 sein Referendarexamen. Zurück in seiner Heimat folgte seine Assessorenzeit und ab 1936 arbeitete er im höheren Verwaltungsdienst der Reichsluftfahrt. Nach dem Zweiten Weltkrieg arbeitete er um 1949 zunächst als Oberfeldintendant bei der GSO in der von-Seeckt-Kaserne in Celle. Er hatte kurz nach Ende des Krieges seine Frau und seine Tochter durch Hungertyphus verloren. Später arbeitete er als Angestellter bei einem Rechtsanwalt in Höxter und trat 1954 wieder als Richter am Sozialgericht Detmold in den Staatsdienst. Im September 1964 wurde er als Gerichtspräsident an das Sozialgericht Münster berufen. Dort ging er 1967 in den Ruhestand.